# Expert Review of Anticancer Therapy
Expert Review of Anticancer Therapy es una revista médica mensual revisada por pares que cubre todos los aspectos clínicos de la terapia contra el cáncer . Fue establecido en 2001 y es publicada por Taylor & Francis bajo la división de publicaciones académicas de Informa . El editor en jefe actual es Gertjan JL Kaspers, quien es jefe de oncología pediátrica en el Centro Médico de la Universidad VU de Ámsterdam. Según Journal Citation Reports, la revista tiene un factor de impacto de 4,512 en 2020 y un CiteScore de 6,4 en 2020.

## Métricas de revista
2022
- Web of Science Group : 4,512
- Índice h de Google Scholar: 72
- Scopus: 3,123